# Pył międzyplanetarny
Pył międzyplanetarny – rodzaj pyłu kosmicznego, znajdujący się w przestrzeni międzyplanetarnej, to jest w przestrzeni pomiędzy planetami Układu Słonecznego lub innego układu planetarnego.
Jednym z przejawów istnienia pyłu międzyplanetarnego jest występowanie światła zodiakalnego.

## Źródła pyłu międzyplanetarnego
Źródłem pyłu międzyplanetarnego jest fragmentaryzacja mniejszych ciał Układu Słonecznego, w szczególności zaś:
- kolizje planetoid i meteoroid
- aktywność i rozpad komet
- kolizje wewnątrz pasa Kuipera
- napływ pyłu międzygwiazdowego

## Wielkość ziaren pyłu
W ogólności za pył międzyplanetarny uznaje się cząstki o rozmiarach od około 10-8 m do około 10-3 m (0,01–1000 µm).
Pył międzyplanetarny oświetlany promieniowaniem Słońca emituje promieniowanie w zakresie podczerwieni (promieniowanie termiczne) oraz w zakresie widzialnym (światło zodiakalne). Umożliwia to oszacowanie wielkości ziaren pyłu międzyplanetarnego w zakresie 20–200 µm. Większe ziarna są określane już jako meteoroidy. Wielkość ziaren pyłu międzyplanetarnego można też określić badając okazy, które przeniknęły do atmosfery ziemskiej. 

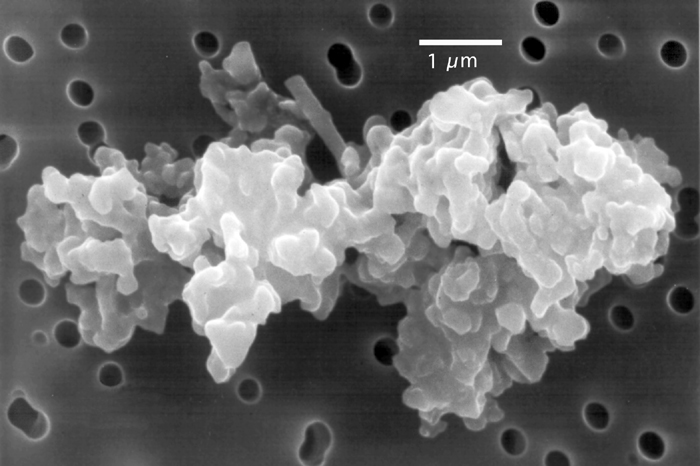
Porowaty chondryt jako cząstka pyłu międzyplanetarnego